# تشارلز هنري تورنر (رسام)
تشارلز هنري تورنر (بالإنجليزية: Charles Henry Turner)‏ هو رسام أمريكي، ولد في 7 أغسطس 1848 في نيوبوريبورت في الولايات المتحدة، وتوفي في 24 نوفمبر 1908 في بوسطن في الولايات المتحدة.